# Xtreme PC revista
Xtreme PC (XPC) fue una revista de culto de los videojuegos publicada en Argentina desde 1997 hasta 2003. Fue la primera publicación especializada en consumo y desarrollo de juegos de computadora con sistema operativo Windows en ese país. Entre sus contenidos destacaban análisis y crítica de los juegos recientemente lanzados al mercado, anticipos de productos por lanzar, columnas de opinión y secciones humorísticas relacionadas con la cultura del videojuego.

## Origen
Xtreme PC fue una creación original de Maximiliano Peñalver, Guillermo Belziti, Martín Varsano y Gastón Enrichetti. Fue producida en la ciudad de Buenos Aires y contaba con un formato impreso de distribución escalonada en kioscos de revistas de las principales capitales y ciudades de la Argentina. La revista, de tamaño A4, tenía entre 96 y 115 páginas a todo color, y solía ser acompañada de uno o dos CD-ROM con demos de juegos, software utilitario, fondos de pantalla, música y otros contenidos de interés para sus lectores. 
La mayor parte de los integrantes del equipo original de la revista (números 1 a 51) se separó en 2001, conformando el sitio de Internet IRROMPIBLES y la revista del mismo nombre, en tanto el personal de la etapa final formó el sitio y revista Loaded. 
Xtreme PC fue cancelada en 2003 con 58 números publicados.
En 2020, parte del personal de ambas revistas conformó Gnova Magazine, con Fernando Brischetto como director, incluyendo a Durgan A. Nallar, Rodolfo Laborde, Mario Marincovich e incluso con colaboraciones de Martin Varsano, y sigue su curso hoy en día. 

## Importancia
Xtreme PC es considerada la revista que dio el puntapié inicial para que se gestara un periodismo de videojuegos serio y profesional en la Argentina. Al momento de iniciar su publicación en noviembre de 1997, casi no había medios impresos especializados en videojuegos, y los pocos que había tenían un nivel poco profesional, apuntado a un público infantil o eran usados como un medio publicitario por empresas de distribución de consolas y videojuegos en el país.
Xtreme PC logró acaparar rápidamente la atención de los entusiastas de los videojuegos para PC, valiéndose de una identidad propia acorde al público argentino, de la cual carecían las revistas especializadas importadas del extranjero. Su éxito llevaría, al poco tiempo, a que la editorial lanzara también una revista especializada en videojuegos para consolas: Next Level.
"La hicimos porque queríamos tener material informativo y de lectura sobre nuestra pasión, los videojuegos, escrito en nuestro idioma y que no tomara a los juegos como una actividad para nenitos o descerebrados. Luego ampliamos con una revista más, centrada en consolas, Next Level. Ambas publicaciones marcaron una época, hubo toda una generación de jugadores que crecieron leyendo las revistas. Muchos la recuerdan todavía."
Tanto Xtreme PC como Next Level fueron las primeras y únicas revistas Argentinas que brindaron una cobertura presencial en eventos internacionales como E3 en Los Ángeles, USA, con entrevistas y tapas exclusivas a nivel mundial, algo muy infrecuente en publicaciones de Latinoamérica, siendo nombrada la publicación más importante de la región por la empresa Interplay entre 1999 y 2000. 
La influencia e importancia del periodismo de Xtreme PC también supo ser la primera en llevar noticias sobre la industria de videojuegos a una plataforma en línea de importancia como fue Datafull, perteneciente a 4 Cabezas, la empresa en ese entonces de Mario Pergolini. Cabe destacar también la cantidad de secciones y contenido original que ofrecía la revista, haciendo diferencia de publicaciones que se limitaban a tomar contenido enteramente de medios del exterior.
A través de 6 años y 58 números, Xtreme PC dejó una marca imborrable en la cultura gamer argentina que luego retomaría su influencia mediante las revistas Irrompibles y Loaded. 

## Editorial y personal a lo largo del tiempo
Tanto los directores como el personal y los periodistas participantes de la creación de Xtreme PC fueron variando a lo largo de los años, comenzando por la primera edición en noviembre de 1997:
Cúpula editorial
- Maximiliano Peñalver: Editor, Jefe de Redacción, director general, Reviews, Notas Especiales y generales (1997 - 2003)
- Martin Varsano: Director de Arte, Diagramado, Corrección, Reviews, Notas Especiales y generales, Cobertura de eventos Internacional y local, Diseño Xtreme CD/Xtreme PC Online (1997 - 2002)
- Gastón Enrichetti: Director Creativo, Diagramado, Corrección, Reviews, Notas de Hardware (1997 - 2002)
- Guillermo Belziti: Redactor, Reviews, Retro (1997 - 1998)

Periodistas y personal [En editorial permanente]
- Santiago Videla: Reviews, Trucos y Soluciones, Notas Especiales, El Lado Bizarro (1998 - 2003)
- Fernando Brischetto: Prensa/P.R, Entrevistas, Cobertura de eventos Internacional y local, Xtreme CD, XPC Online/Datafull, Reviews, Retro, Fotografía, Trucos y Soluciones.(1997 - 2002)
- Durgan A. Nallar: Jefe de Redacción, Reviews, Notas Especiales y generales, El Jinete Sin Cabeza, La Zona 3D (1999 - 2002)
- Maximiliano Ferzzola: Reviews (Next Level), Notas Especiales, La Comarca (2000 -2002)
- Mauricio Urbides: Corrección (1999 - 2002)

Peridiodistas y personal [Personal externo]
- Durgan A. Nallar: Reviews, Notas Especiales (1998)
- Andrés Logercio: Producción publicitaria (1999 - 2002)
- Sebastián Di Nardo: Sección Irrompibles, Reviews, Colaborador de Arte (1997 - 2002)
- Rodrigo Peláez: Sección Irrompibles, Reviews (1999 - 2002)
- Diego Bournot: Reviews, Notas Especiales (1998 - 1999) - Jefe de Redacción (2002 - 2003)
- Máximo Frías: Reviews, Trucos y Soluciones, Notas Especiales (1998 - 2002)
- Mario Marincovich: Reviews, La Cosa Viscosa (1997 - 2002)
- José D'Angelo: Producción publicitaria (1997 - 1998)
- Antonio Gimenez: Producción publicitaria (2002)
- Marcelo Tracuzzi:  Producción publicitaria (2002 - 2003)

Colaboradores externos [entre 1998 y 2003]
- Daniel Herbon, Miguel Garcia, Gerardo Rossi, Daniel Del Buono, Juan Gril, Mariano Peñalver, Carlos Zota, Pablo Benveniste, Diego Rivas, Javier Peña, Jean Paul Roson, Bibiana Nieves Montero, Juan Pablo Gariglio, Hernán Saban.

Colaboradores externos [entre 2000 y 2003]
- Mariano Firpo, Diego Vitorero, Hernán Fernández, César Isola Isart, Pablo Balut, Martin Alonso, Sebastián Riveros, Pedro F. Hegoburu, Diego Estévez, Malvina Zacarías, Marcelo Manfredi, Fernando M. Coun, Erica Núñez Boess, Leonardo Panthou, Juan Ortelli, Marcelo Filgueiras.

Colaboradores externos [entre 2001 y 2003]
- Martin A. Espelosín, Lucas F. Antonelli, Guillermo Olmedo, Ariel Gentile, Marcelo Ramos, Dark Euridice, Ariel Gentile, Diego Aragunde, Francisco Raineri, Carla Callegari, Javier Paissán, Rodrigo Fernández, Patricio Land, Julian A. Callens, FIP/Floyd, Federico Bassano, Juan Cruz Bazterrica, Edgardo R. Rojas, Mariano del Olmo, Matías Zanardi.

Colaboradores externos [entre 2002 y 2003]
- Leonardo Vargas, Martin Erro, Alejandro Nigro, Manuel SIlva, Marcelo Peñalver, Andres Mikulik, Antonio Schmidel, Antonio Gimenez, Facundo Mounes.

Colaboradores externos [2003]
- Rodolfo Laborde, Armando Sal, Leandro Dias, Gonzalo Ballina, César Pereyra, Damián Silberstein,